# 자민다르

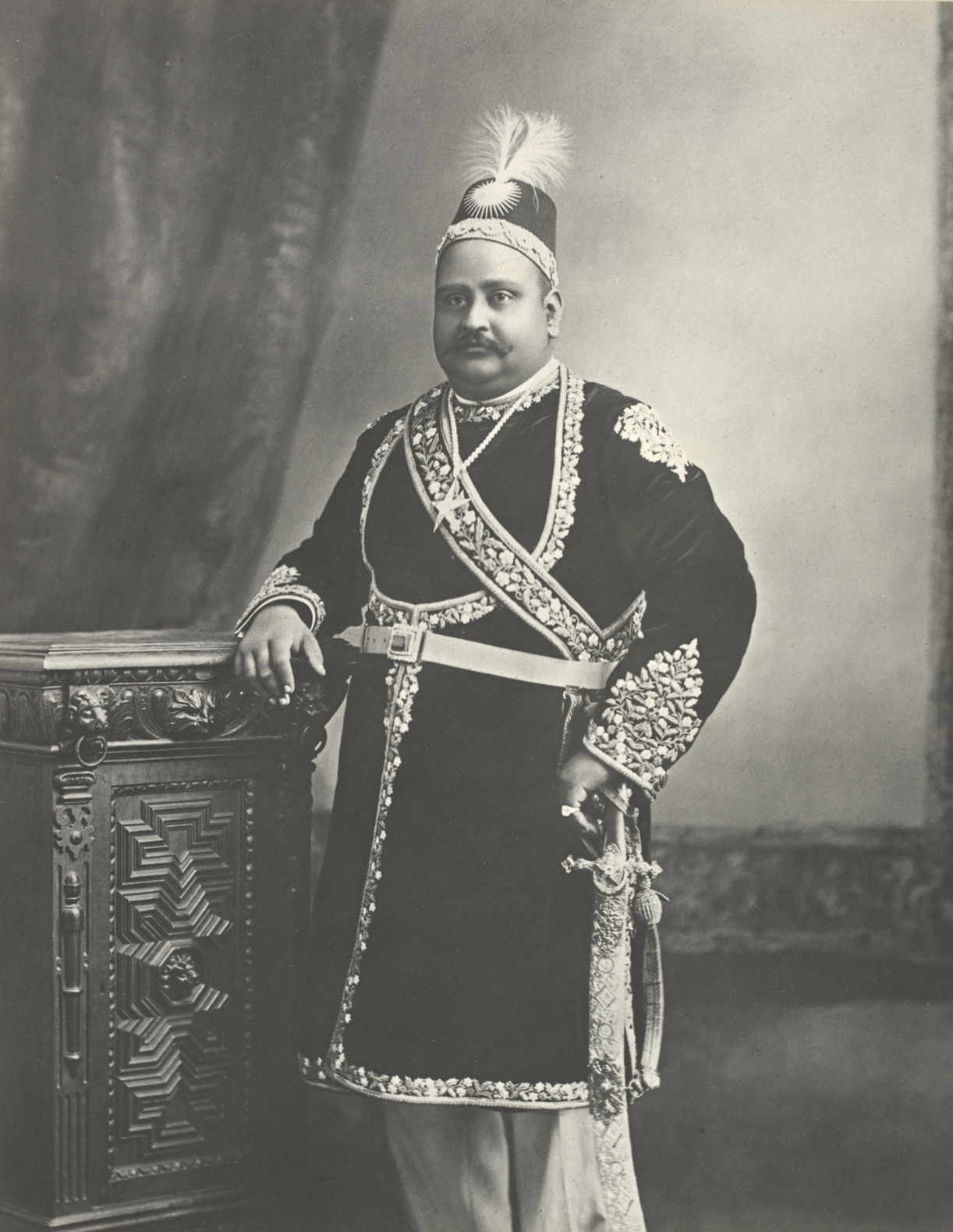

자민다르(Zamindar)는 자민다리(봉건 영지)의 자치 또는 반자치 봉건 통치자였다. 자민다리 자체는 무굴, 마라타 제국 시대에 사용되기 시작했으며, 이후 영국이 '부동산'의 토착 동의어로 사용하기 시작했다. 이 용어는 페르시아어로 지주를 의미한다. 이들은 대개 세습적인 지주였으며, 황실을 대신하여 또는 군사적 목적으로 세금을 징수할 수 있는 권리를 가졌다.
영국령 인도 시대 동안 많은 부유하고 영향력 있는 자민다르들은 마하라자, 라자/라이, 바부, 말리크, 차우다리, 나와브, 칸, 사르다르 등의 왕족 및 왕실 칭호를 부여받았다.
무굴 제국과 영국 통치 기간 동안 자민다르들은 인도 아대륙의 토지를 소유한 귀족으로 지배 계급을 형성했다. 악바르 대제는 그들에게 만삽을 부여했고 그들의 조상 영역은 자기르로 취급되었다. 자민다르들은 주로 힌두교를 믿었으며, 카스트는 보통 브라만, 부미하르, 카야스타, 라지푸트였다. 식민지 시대 동안, 영구 정착지는 자민다르 제도로 알려지게 된 것을 통합했다. 영국은 그들을 번왕으로 인정함으로써 지원적인 자민다르에게 보상했다. 이 지역의 많은 번왕국들은 식민지 이전 자민다르가 소유했던 땅을 더 큰 의전으로 승격시켰다. 영국은 또한 식민지 이전의 많은 번왕국들과 족장령의 토지 소유권을 축소하여 그들의 지위를 이전의 높은 왕족 계급에서 자민다르로 강등시켰다.
이 제도는 1950년 동파키스탄(오늘날의 방글라데시), 1951년 인도, 1959년 서파키스탄에서 토지 개혁을 단행하면서 폐지되었다. 자민다르는 아대륙의 지역 역사에서 중요한 역할을 담당한 경우가 많았다. 가장 주목할 만한 사례 중 하나는 16세기 바티 지역의 12개 자민다르가 결성한 연합(바로-부얀)으로, 예수회와 랄프 피치에 따르면 이 연합은 해전을 통해 무굴의 침략을 연이어 격퇴한 것으로 명성을 얻었다고 한다. 자민다르 가문은 예술의 후원자이기도 했다. 타고르 가문은 1913년 인도 최초의 노벨 문학상 수상자인 라빈드라나트 타고르를 배출했는데, 타고르 가문은 종종 그의 영지를 거처로 삼았다. 자민다르 가문은 신고전주의와 인도 사라센 건축 양식도 장려했다.

## 같이 보기
- 인도 봉건제